# Baljuwschap Brederode
Brederode  was een baljuwschap in het voormalige graafschap Holland.
De adellijke familie Brederode bouwde in de middeleeuwen een aanzienlijk bezit aan land op in Holland en later ook buiten Holland. In veel van heerlijkheden bezaten ze de hoge rechtsmacht, waarin een baljuw deze rechtsmacht uitoefende. Uit het ambtsgebied van de baljuw in de bezittingen in Noord-Holland is het baljuwschap Brederode ontstaan.
In 1679 stierf de laatste telg in mannelijke lijn, waardoor de rechten in het baljuwschap terug kwamen bij het graafschap Holland. Er waren ook bezittingen die in vrouwelijke lijn werden geërfd, zoals de heerlijkheid Vianen.

## Ambachten en heerlijkheden binnen het baljuwschap Brederode
- Akendam (bestaande uit Noord-Akendam en Zuid-Akendam)
- Haarlemmerliede
- Hof Ambacht
- Schoorl, Hagen en Kamp bestaande uit enerzijds Schoorl en anderzijds Hagen en Kamp
- Schoten
- Tetterode, Aalbersberg en Vogelenzang, bestaande uit deze drie dorpen
- Velsen, bestaande uit Velsen en Breesaap
- Zandvoort

Na 1795 werden de baljuwschappen tijdens de Bataafse Republiek opgeheven. 